# Philips Stadion
Il Philips Stadion di Eindhoven è lo stadio di calcio sede degli incontri interni del PSV.
La sua capienza attuale è di 35 119 posti, tutti a sedere, e fu inaugurato il 31 agosto 1913. Lo stadio è situato nel Philipsdorp nel quartiere Strijp, poco distante dal centro di Eindhoven. Nel 1933 la sua capienza era di appena 300 posti e rimase tale fino al 1941 quando i posti vennero portati a 18.000.

## Descrizione
Alla fine della seconda guerra mondiale Eindhoven si ritrovò distrutta in varie zone cittadine e tra queste anche la zona dove sorgeva l'impianto e lo stadio stesso. Si rese così necessaria un'adeguata ristrutturazione che ampliò la capienza fino a 22.000 spettatori nel 1958. I successivi interventi di espansione alla North Stand nel 1995 e al resto dei lati nel 2000 e 2002 definirono il profilo e la capacità attuale dell'impianto.
Per i mondiali di calcio del 2018 l'Olanda avanzò una sua personale candidatura come Paese ospitante, ruolo che avrebbe garantito al Philips Stadion un'ulteriore crescita fino a 45.000 posti a sedere, ma la bocciatura della candidatura fece cadere il progetto.
Lo stadio ospita saltuariamente anche partite della Nazionale di calcio dei Paesi Bassi, la prima delle quali vide, il 17 novembre 1971, il successo degli "Orange" nei confronti del Lussemburgo (8-0), in una partita valida per le qualificazioni agli Europei di calcio del 1972. Il record di spettatori paganti lo si registrò il 23 ottobre 2005 in una partita di campionato olandese (Eredivisie) tra il PSV e l'Ajax.
Il Philips Stadion fu inserito tra i quattro impianti olandesi che avrebbero ospitato le partite della fase finale di Euro 2000 (insieme ad altrettanti stadi del Belgio) ed è valutato dall'UEFA con quattro stelle, il che significa che può essere atto ad ospitare finali di Europa League. Cosa che avvenne il 10 maggio 2006, quando il Siviglia FC si aggiudicò il trofeo battendo con un netto 4-0 il Middlesbrough.

## Curiosità
Un seggiolino in particolare — sezione D, fila 22, posto 43 — è tenuto costantemente vuoto. Si tratta del posto che veniva regolarmente occupato dall'industriale Frederik "Frits" Philips (16 aprile 1905 – 5 dicembre 2005), responsabile dell'omonima azienda elettrica che ha sede proprio a Eindhoven, che negli ultimi anni della vita scelse di stare a guardarsi le partite del PSV tra la folla anziché sfruttare quelle che oggi verrebbero definite le "tribune vip" che lo stadio metteva a disposizione. Non solo: salvò 382 ebrei durante l'occupazione nazista, convincendo i luogotenenti tedeschi che fossero necessari per la produzione della fabbrica. Anni dopo fu riconosciuto da Israele come "Giusto tra le Nazioni", il riconoscimento conferito alle persone non ebree che hanno eroicamente rischiato la vita per salvare anche un solo ebreo dall'Olocausto, e un albero in suo onore è piantato nel Giardino dei Giusti di Gerusalemme. È morto il 5 dicembre 2005, all'età di 100 anni, e il club decise di dedicargli questo tributo in segno di ammirazione e riconoscenza.

## UEFA Euro 2000
- Portogallo -  Inghilterra 3-2 (Gruppo A, 12 giugno)
- Svezia -  Turchia 0-0 (Gruppo B, 15 giugno)
- Italia -  Svezia 2-1 (Gruppo B, 19 giugno)

## Coppa UEFA
- Middlesbrough -  Siviglia 0-4 (Finale, 10 maggio 2006)